# Anstalt für Kabelkommunikation
Die Anstalt für Kabelkommunikation, Anstalt des öffentlichen Rechts in Ludwigshafen am Rhein (auch: AKK-Sendezentrale; kurz: AKK) war eine „Wiege“ des deutschen Privatrundfunks im Rahmen des Kabelpilotprojekts Ludwigshafen. 1987 wurden ihre öffentlich-rechtlichen Aufgaben von der Landeszentrale für private Rundfunkveranstalter (seit 2005 LMK) übernommen, weshalb die AKK Ende 1986 in die landeseigene AKK-Sendezentrale GmbH überführt wurde. Spätere Firmen: AKK-Sendezentrale GmbH & Co. KG (1992), AKK TV-Übertragung GmbH & Co. KG, heute AKK TV-Übertragung GmbH.

## Unternehmen
Die zum 15. Juni 1982 errichtete AKK war als Anstalt des öffentlichen Rechts zugleich Lizenz- und Überwachungsbehörde sowie Sendezentrale und Produktionsbetrieb für privat veranstaltetes Fernsehen und Radio. Grundlage bildete das Landesgesetz über einen Versuch mit Breitbandkabel vom 4. Dezember 1980 zur Einführung und Erprobung des privaten Rundfunks, welches maßgeblich von Helmut Kohl und Leo Kirch vorangetrieben wurde. Das Vorhaben förderte der rheinland-pfälzische Ministerpräsident Bernhard Vogel, der in der Anfangszeit oft vor Ort war und den Rundfunkbetrieb verfolgte.
Die AKK hatte bis zu 160 festangestellte Mitarbeiter und wurde durch bekannte Persönlichkeiten aus Politik und Wirtschaft geführt, u. a. Peter Boenisch (Vorstandsvorsitzender 1982–83), Ulrich Lohmar (Vorstandsvorsitzender), Claus Detjen (Geschäftsführer 1982–85), Rainer Sura und Helmut G. Bauer (Geschäftsführer) sowie Herbert F. Schnaudt (kaufmännischer Leiter). Politiker anderer Bundesländer versuchten, die Programmveranstalter abzuwerben.
1992 bildete die landeseigene AKK zusammen mit der Neue Medien Ulm TV die AKK-Sendezentrale GmbH & Co. KG. Die AKK-Sendezentrale stellte später den Fernsehsendebetrieb mangels Aufträgen endgültig ein. In der Folge wurden die intakten Anlagen entsorgt und Massenentlassungen vorgenommen. Zwischenzeitlich war in mobile Übertragungstechnik sowie in den hoch defizitären Ladenfunk AKK Businessradio (1992–98) investiert worden. Das AKK Businessradio hatte einen breiten Kundenstamm, unter anderem die Metro Gruppe.
1995 wollte das Land Rheinland-Pfalz seine Anteile an der AKK verkaufen. Die Neue Medien Ulm TV bekundete die Absicht, diese zu übernehmen, den Fernsehbereich auszubauen und langfristig zu investieren. Stattdessen verkaufte das Land Rheinland-Pfalz 1995 die AKK für den symbolischen Preis von 1 DM an die P.O.S. Medien Beteiligungs GmbH in Kiel. Der Verkauf war verbunden mit Zahlungen des Landes Rheinland-Pfalz an den Käufer in zweistelliger Millionenhöhe; gleichwohl gingen nahezu alle Arbeitsplätze verloren, ebenso der Standort und der größte Teil der stationären Technik, welche 1983–1984 für über 23 Millionen DM eingebaut und in den folgenden Jahren regelmäßig ergänzt und erweitert worden war.
Aus den Resten ist die AKK TV-Übertragung GmbH & Co. KG entstanden (heute AKK TV-Übertragung GmbH).

## Sendebetrieb
Der Sendebetrieb wurde am 1. Januar 1984 um 0:00 Uhr aufgenommen. Zunächst wurden im Kabelpilotprojekt Vorderpfalz 24 Fernsehkanäle und vier neue private Hörfunkkanäle empfangbar. Mit der Zeit kamen bundesweite Sendungen der AKK hinzu.
Zu den ersten Fernsehkunden der AKK gehörten:
- PKS (Programmgesellschaft für Kabel und Satellit, seit dem 1. Januar 1985 Sat.1)
- Movie Channel 1 (Kinokanal von Artur Brauner und wurde im Mai 1985 eingestellt)
- Music Box (Musikprogramm, später Tele 5)
- ZDF 2 (zeitversetztes ZDF-Satellitenprogramm)
- EINS PLUS
- ZDF-Musikkanal (später 3sat)
- SWF – Der schlaue Kanal
- Bürgerservice (heute K3 Kulturkanal)
- Sonderkanal für Einzelanbieter
- Der Offene Kanal

Im Radiobereich gab es zunächst vier Kanäle für einzelne Anbieter bzw. Anbietergemeinschaften und den Offenen Kanal. Der erste Hörfunk-Kanal (104,35 MHz) wurde an Radio Weinstraße vergeben. Dieser erste private Sender hatte sich verpflichtet, mindestens fünf Stunden täglich zu senden. Die Vergabe einer Senderkette für freistrahlenden UKW-Hörfunk in Rheinland-Pfalz wurde 1986 an vier Anbietergemeinschaften (RPR, LR, Radio 85, PRO Radio4) vergeben und nannte sich zunächst Radio 4. LR und Radio 85 beauftragten nach kurzer Zeit RPR mit der Ausstrahlung ihrer Sendezeiten. PRO Radio4 einigte sich 1995 auf einen Beitritt zur RPR. Fortan nannte sich das Programm einheitlich Radio RPR.
Zu den letzten Fernsehanbietern gehörte STAR1, der erste private türkische Fernsehsender in Deutschland. STAR1 war in der Türkei sehr beliebt, westlich ausgelegt und wurde mittels unzähliger Relaissender und Satellit in der gesamten Türkei verbreitet. Bald kam der türkische Sender TeleOn hinzu, ebenso aus der AKK für die Türkei. Die unzensierten, westlich orientierten Nachrichten im Stil von CNN galten als glaubwürdig und neutral. Beispielsweise kam das Wort Kurde in den Nachrichten vor, während es bei der TRT noch Berg-Türken hieß. Die Zuschauerquote reichte bis 98 %, und der staatliche Rundfunk TRT bekam ernste Probleme. Zu dieser Zeit wurden technische Einrichtungen in Istanbul gelegentlich durch städtische Müllfahrzeuge gerammt, und der stellvertretende türkische Geschäftsführer kam unter ungeklärten Umständen ums Leben. Der türkische Staat bewirkte schließlich die Einstellung des Sendebetriebs aus der AKK.